# Karcfalva község
Karcfalva (románul: Cârța) község Hargita megyében, Erdélyben, Romániában. Beosztott falvai Karcfalva (községközpont) és Csíkjenőfalva.

## Története
Korábban közigazgatásilag Karcfalva községhez tartozott Csíkszenttamás is, de 2003. szeptember 18-án a román parlament felsőháza – 86 igen, 17 nem szavazat és 2 tartózkodás mellett – elfogadta a település önálló községgé nyilvánítására vonatkozó törvénytervezetet, és ennek eredményeképpen szeptember 30-án Csíkszenttamás a 384/2003-as számú törvény értelmében községgé alakult.

## Népessége
A 2002-es népszámlálás adatai alapján Karcfalva község népessége 2842 fő volt, míg a 2011-es népszámlálás szerint 2709 fő lakott a község területén. 2011-ben a következő volt a nemzetiségi megoszlás: 2656 fő (98,04%) magyar, 9 fő (0,33%) román, míg 44 fő (1,62%) ismeretlen nemzetiségű. Felekezeti szempontból a népesség összetétele a következő volt: 2619 fő (96,67%) római katolikus, 25 fő (0,92%) református, 11 fő (0,40%) ortodox, 6 fő (0,22%) unitárius, 3 fő (0,11%) egyéb és 44 fő (1,62%) ismeretlen felekezethez tartozó.